# Ahto Vesmes
Ahto Vesmes (Tartu, 21 augustus 1931 - Tartu, 7 mei 2017) was een Estische filmproducent en televisiepresentator en van 1971 tot 1988 verantwoordelijk voor het verhuur van films en reclames aan bioscopen in de Estische Socialistische Sovjetrepubliek.

## Jupiter
Sinds 1971 kende de Estische staatstelevisie een tweewekelijks televisieprogramma die nieuwe bioscoopfilms aankondigde. Toen de vaste presentator Valdo Plant in 1976 overleed vroegen ze Vesmes om het over te nemen, vanwege zijn ervaring in filmpromotie. Vesmes werd toen het vaste gezicht van Jupiter van 1976 tot 1991. In 2018 ontving Jupiter een carriereprijs op het Haapsalu Horror & Fantasy Film Festival en de streamingdienst van de Eesti Rahvusringhääling is naar het programma Jupiter vernoemd.